# Olbrachtówko
Olbrachtówko [pronunciación en polaco: /ɔlbraxˈtufkɔ/] (en alemán: Klein Albrechtau) es un pueblo ubicado en el distrito administrativo de Gmina Susz, dentro del Condado de Iława, Voivodato de Varmia y Masuria, en Polonia del norte. Se encuentra aproximadamente a 6 kilómetros al este de Susz, a 18 kilómetros al noroeste de Iława, y a 72 kilómetros al oeste de la capital regional Olsztyn.
El pueblo tiene una población de 170 habitantes.